# پاریت راجا
پاریت راجا (به لاتین: Parit Raja) یک منطقهٔ مسکونی در مالزی است که در جوهور واقع شده‌است.